# Peter Strickland
Peter Strickland (Reading (Berkshire), 21 de maig de 1973) és un director de cinema i guionista britànic. És conegut per les seves pel·lícules Berberian Sound Studio (2012), The Duke of Burgundy (2014) i In Fabric (2018).

## Carrera
De mare grega i pare britànic tots dos professors, Strickland va créixer en Reading, on va ser membre de Progress Theatre, dirigint la seva pròpia adaptació de La Metamorfosi de Franz Kafka. El 1997, el seu curtmetratge Bubblegum va entrar en concurs al 47è Festival Internacional de Cinema de Berlín. Aquest curtmetratge va ser l'embrió del llargmetratge Berberian Sound Studio en 2005. En aquesta dècada, viuria principalment a Eslovàquia i Hongria.
El seu primer llarg va ser el drama rural Katalin Varga. De baix pressupost, va ser finançada bàsicament per un oncle seu i va ser rodada en Romania en 17 dies. El llargmetratge va guanyar el Premi del Cinema Europeu al descobriment europeu de l'any en 2009.
El seu segon treball, Berberian Sound Studio, és un thriller psicològic ambientat en la dècada dels 70 i protagonitzat per Toby Jones. Va ser estrenat al London FrightFest Film Festival a l'agost de 2012 en 2012 va ser exhibida al Festival Internacional de Cinema d'Edimburg, on Robbie Collin del The Daily Telegraph la va descriure com la "pel·lícula destacada". En 2013, la pel·lícula va obtenir el Premi al millor film internacional al BAFICI. Peter Bradshaw de  The Guardian va descriure a Berberian Sound Studio com marcant el sorgiment de Strickland com "un cineasta britànic clau de la seva generació".
El seu tercer treball, The Duke of Burgundy, és un homenatge a Jess Franco. Va rebre l'aclamació unànime de la crítica i va aparèixer en les llistes del The A.V. Club i Indiewire de les millors pel·lícules de 2015.
En 2018, Strickland va presentar In Fabric, una pel·lícula de terror psicològic sobre un vestit embruixat comprat en una botiga de Londres. Igual que la seva pel·lícula anterior, va rebre elogis unànimes de la crítica. Va aparèixer en les millors llistes de crítics de l'any, incloses les de The Playlist i Sight & Sound.

## Filmografia
- Bubblegum (curt) (1996)
- A Metaphysical Education (curt) (2004)
- Katalin Varga (2009)
- Berberian Sound Studio (2012)
- Björk: Biophilia Live (2014)
- The Duke of Burgundy (2014)
- The Field Guide To Evil (2018) (segment "The Cobblers' Lot")
- In Fabric (2018)
- GUO4 (curt, 2019)
- Cold Meridian (curt, 2020)
- Flux Gourmet (2022)
- Blank Narcissus (Passion of the Swamp) (curt, 2022)

## Crèdits de ràdio
- The Len Continuum (2015, BBC Radio 4)
- The Stone Tape (2016, BBC Radio 4)
- The Len Dimension (2017, BBC Radio 4)
- The Third Consecutive Event in Talbot Leigh (2019, BBC Radio 4)
- Jason's Mates (2022, BBC Radio 4)